# جواو برناردو دي ميراندا
جواو برناردو دي ميراندا هو سياسي أنغولي، ولد في 18 يوليو 1953. نشط حزبياً في الحركة الشعبية لتحرير أنغولا. وقد انتخب Governor of Bengo ‏ (2009 – 2018) وانتخب وزير الخارجية ‏ (1999 – 1 أكتوبر 2008) وانتخب عضو الجمعية الوطنية في أنغولا ‏.